# Бонсай

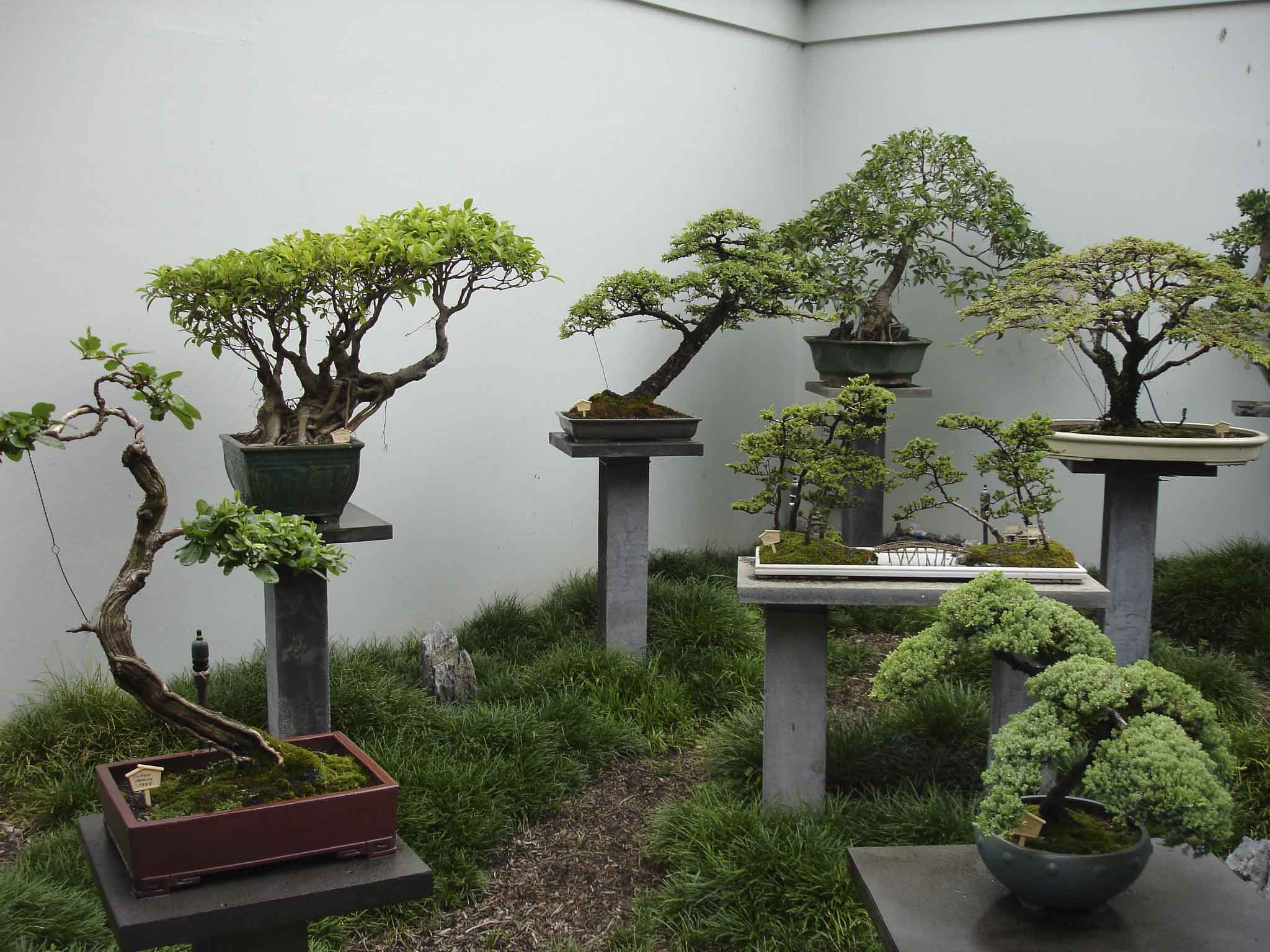
Выставка бонсай в китайском садике

Бонса́й (яп. 盆栽 — букв. «выращенное в подносе») — искусство выращивания точной копии настоящего дерева в миниатюре, японская разновидность китайского искусства «пэньцзин».
Рост растений регулируется за счёт обрезки, прищипки, ограничения размеров корневой системы.
Бонса́й — одно из направлений дендроарта. Родственные виды искусства — арбоскульптура, икебана, дизайн аквариума и хоннонбо. Ответвления искусства бонсай: кокэдама, кусамоно (яп. 草物), вабикуса (яп. 侘び草).

## История
Стиль бонсай возник в Китае и относится к эпохе династии Тан (VIII—X вв.). Среди настенной живописи найдено изображение пеньцзай — растение, взятое из природы и пересаженное в горшок.
Слово «бонсай» происходит от китайского слова «пэньцай» (китайское прочтение тех же иероглифов) и означает «выращенное в подносе».
Одна из легенд гласит, что некий император повелел создать миниатюрную империю со всеми деревьями, городами, реками и горами. Для этой цели и были созданы миниатюрные деревья.
Считается, что в Японию искусство принесено в VI веке буддийскими монахами. Выращиваемые растения использовались для украшения ниши дома, максимальная высота деревьев поэтому составляла около половины метра. Спустя некоторое время, в связи с развитием техники любования бонсай, его начинают использовать при проведении чайной церемонии. В это время искусство называется хати-но-ки — «дерево в горшке». С XVIII века японцы окончательно превращают эту технику в искусство, возникает множество стилей. В эру Токугава парковый дизайн получил новый толчок: выращивание азалий и клёнов стало времяпрепровождением богатых людей.
Развивали это искусство и буддисты, которые считали, что человек, выращивающий бонсай, приравнивается к богу, потому что в их видении мир выглядит как сад Будды, где он садовник.
Сейчас для бонсай используются обычные деревья, маленькими они становятся благодаря постоянным подрезаниям и различным другим методам. При этом соотношения размеров корневой системы, ограниченной объёмом плошки, и наземной части бонсай соответствует пропорциям взрослого дерева в природе.
Медную проволоку стали использовать только после Второй мировой войны, до этого использовались струны.
Первая выставка бонсай состоялась в Токио в 1914 году.
К XXI веку о бонсай уже написано более 1200 книг на 26 языках мира.

## Стили

### Традиционные
|  | Формальный прямой стиль (яп. 直幹 Тёккан) Прямой ствол, который становится толще ближе к корням. |
|  | Неформальный прямой стиль (яп. 模様木 Моёги) Ветки или ствол могут быть немного искривлены, но верхушка ствола всегда находится на прямой линии перпендикулярно земле. |
|  | Сдвоенный ствол (яп. 双幹 Сокан) Композиция из двух стволов, которые могут быть различны по размеру и образовывать одну крону. |
|  | Наклонный стиль (яп. 斜幹 Сякан) Прямой ствол, растущий под углом к земле. |
|  | Каскад (яп. 懸崖 Кэнгай) Имитируется рост деревьев у воды или в горах. В полном каскаде вершина дерева растёт за границей горшка и опускается значительно ниже почвы, находящейся в горшке. |
|  | Полукаскадный стиль (яп. 半懸崖 Хан-кэнгай) Верхушка дерева остаётся на уровне почвы плошки. |
|  | (яп. 根連なり Нэцунагари) Имитируется вид деревьев, у которых часть ствола затоплена или засыпана землёй. Ветки такого растения растут, напоминая отдельные деревья. |
|  | Литературный стиль (яп. 文人木 Бундзинги) Прямой ствол, на котором находится минимальное число веток. |
|  | Корень на камне (яп. 石上樹 Сэкидзёдзю) Ствол находится на выступающем над поверхностью земли камне, который оплетён корнями. |
|  | Растущий-на-камне (яп. 石付 Исицуки) Корни дерева растут в расщелинах камня. Этот стиль используется для иллюстрации выносливости дерева (по причине ограниченности места для корней). |
|  | Стиль метлы (яп. 箒立ち Хокидати) Ствол прямой, ветки раскидываются вокруг него примерно на ⅓ высоты дерева, образуя шар. |
|  | Групповой стиль (яп. 寄せ植え Ёсэ Уэ) В плошке находится группа деревьев, как правило нечётное (ментальные особенности японцев), но никогда не равно четырём (слово «четыре» на японском созвучно со словом «смерть»). Часто в горшке оказываются деревья одного вида. Красота композиции заключается в сочетании высот и возрастов этих деревьев. |
|  | Плотообразный стиль (яп. 筏吹き Икадабуки) Имитируется упавшее в болото дерево. Имеет форму плота и образуется за счёт лежащего на земле ствола, от которого отходят различной длины деревца. |

### Особые
| Общие корни (яп. 根連 Нэцуранари)     | Несколько стволов из одного корня, сам корень образует изгибы.                                                     |
| Дерево на ветру (яп. なり Фукинагаси) | Напоминает наклонную форму. Изгибающиеся ветки и ствол создают ощущение, что дерево изогнулось под натиском ветра. |
| Форма леса (яп. 寄せ植え Ёсэ-уэ)      | На большой плоской плошке раскидывается лес в миниатюре из нечётного числа деревьев.                               |
| На скале (яп. 石付 Исицуки)           | В качестве скалы используется камень, похожий на скалу. Дерево располагается в основном на скале.                  |
| Ландшафт в миниатюре (яп. Сакэй)      | Миниатюрный пейзаж, отображающий различные уголки природы.                                                         |

### Классификация размеров
| Величина  | Класс      | Название    | Размер, см   |
| --------- | ---------- | ----------- | ------------ |
| крошечный | Мамэ       | Кэси-цубу   | до 2,5       |
| крошечный | Мамэ       | Сито        | 2,5—7,5      |
| крошечный | Мамэ       | Гафу        | 13—20        |
| маленький | Сёхин      | Комоно      | до 18        |
| маленький | Сёхин      | Мяби        | 15—25        |
| средний   | Кифу       | Катадэ-моти | до 40        |
| большой   | Тю/тюхин   | Катадэ-моти | 40—60        |
| большой   | Тю/тюхин   | Омоно       | до 120       |
| огромный  | Дай/дайдза | Бондзю      | больше метра |

## Агротехника

### Расположение
В большинстве случаев бонсай — не комнатные растения, потому их необходимо располагать на свежем воздухе, хотя их иногда можно относить в дом для использования в качестве украшения интерьера.
Некоторые деревья требуют особой защиты зимой, и интенсивность техник, используемых в холодное время, зависит прежде всего от того, насколько дерево адаптировано к климату. Если у растения есть период спячки, то ни в коем случае нельзя её прерывать, особенно у лиственных растений. Чтобы уберечь растение от холода снаружи, его можно поместить в дополнительную ёмкость или покрыть землю в горшке слоем перегноя, доходящим до первой ветви.

#### Подходящие растения

Галерея видов бонсай
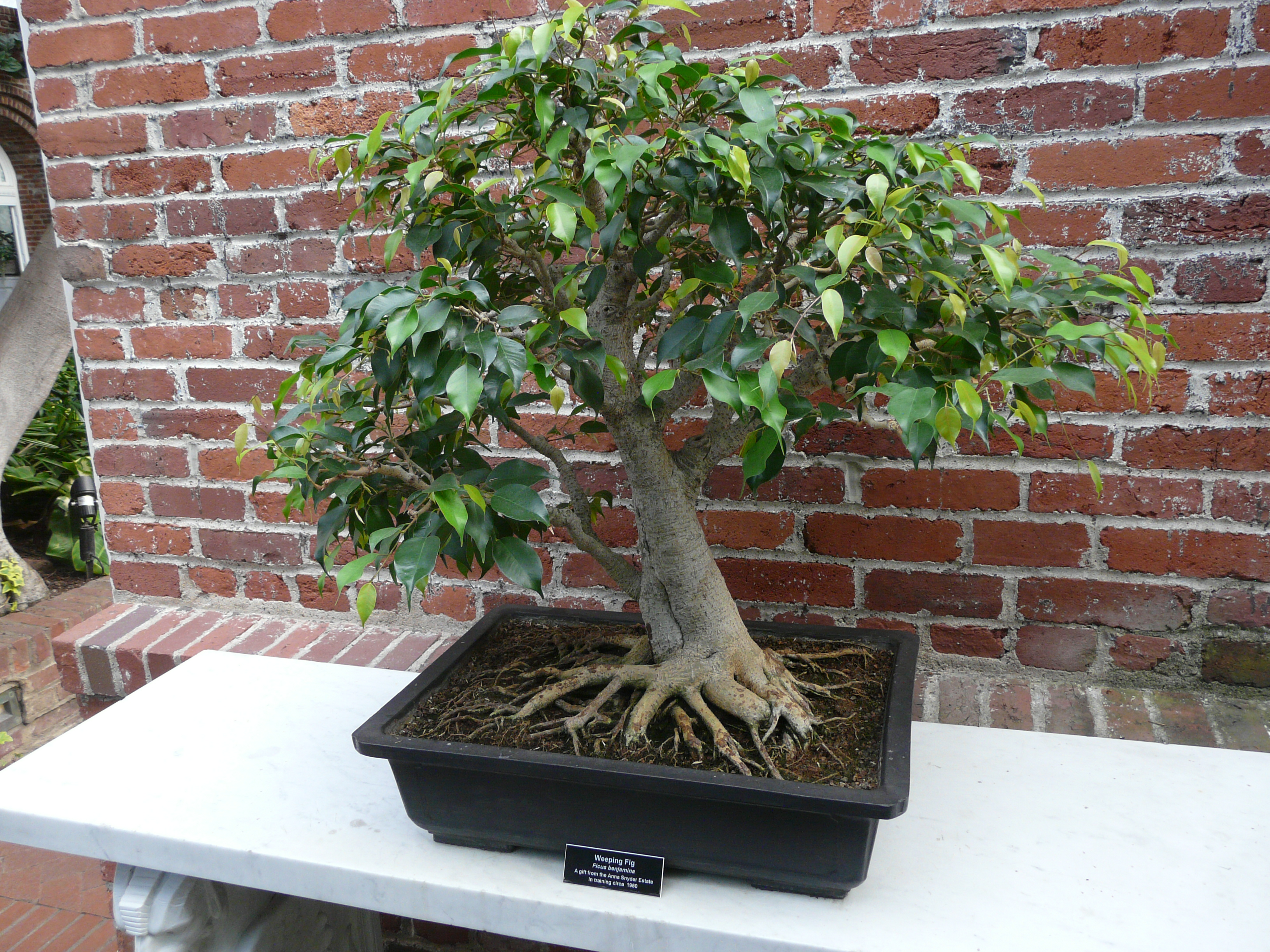
Фикус бенджамина
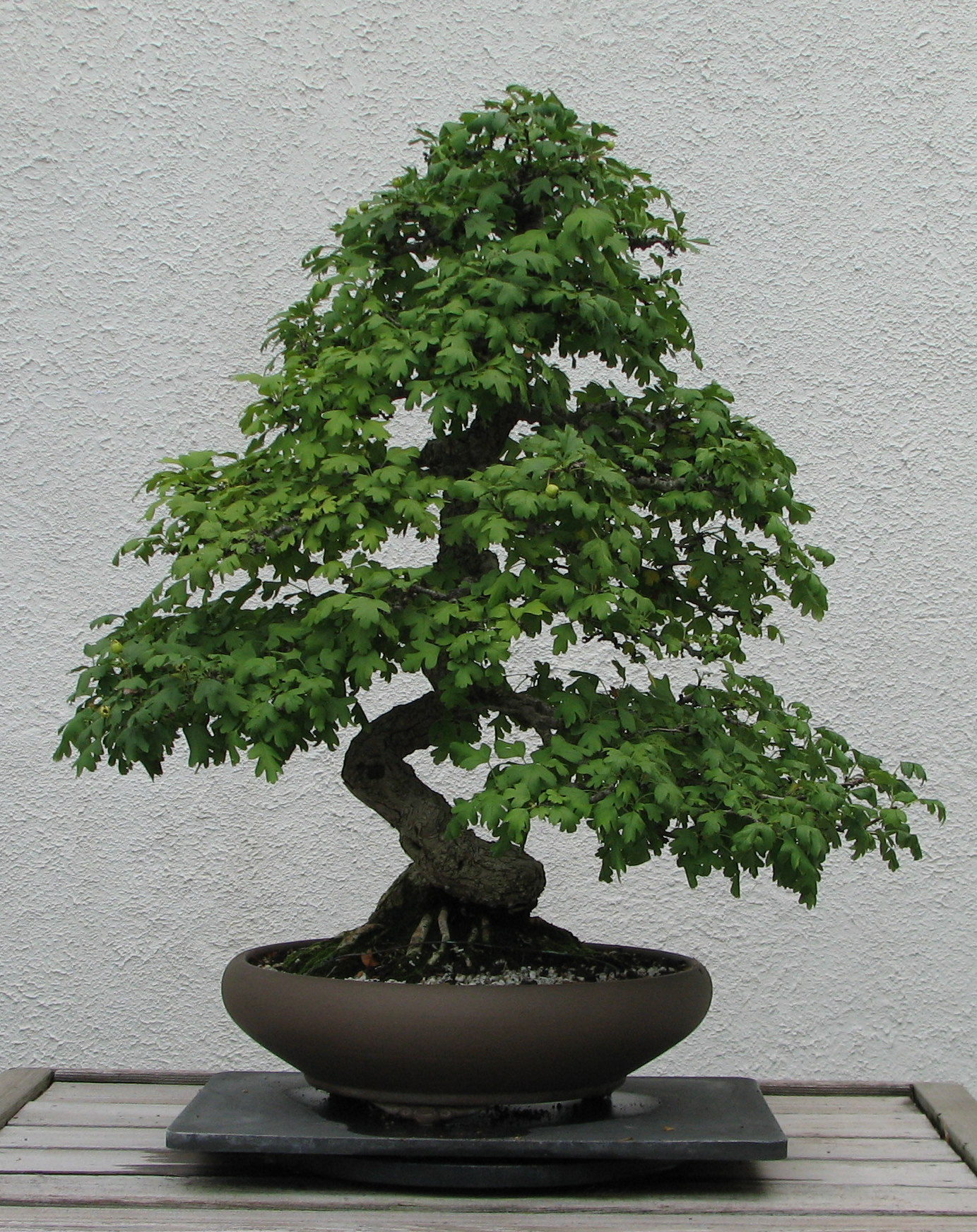
Боярышник
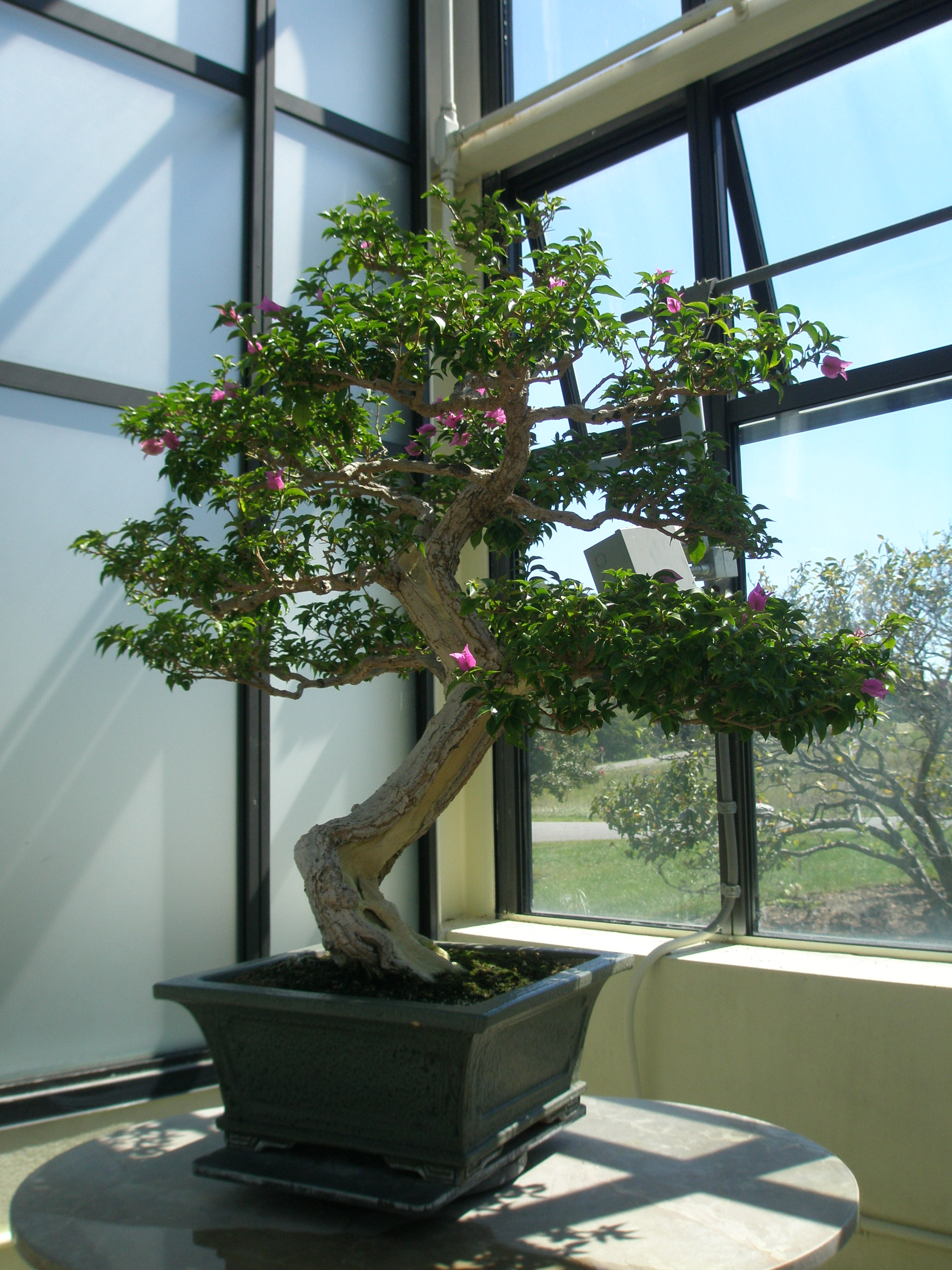
Бугенвиллея
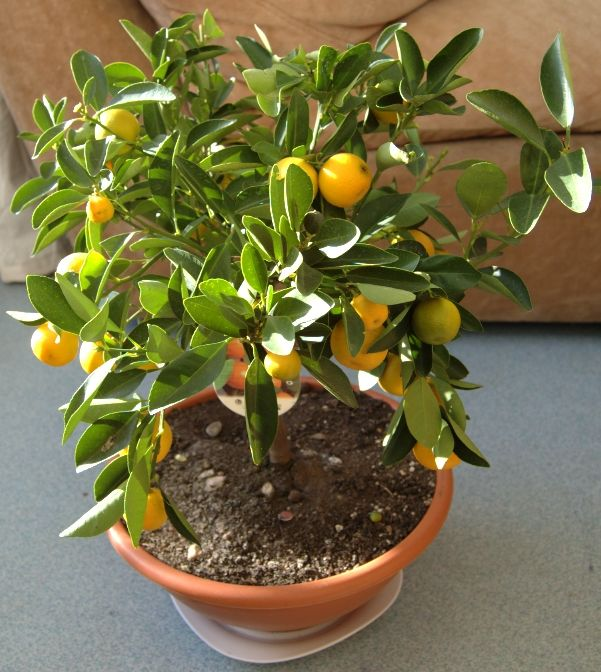
Каламондин
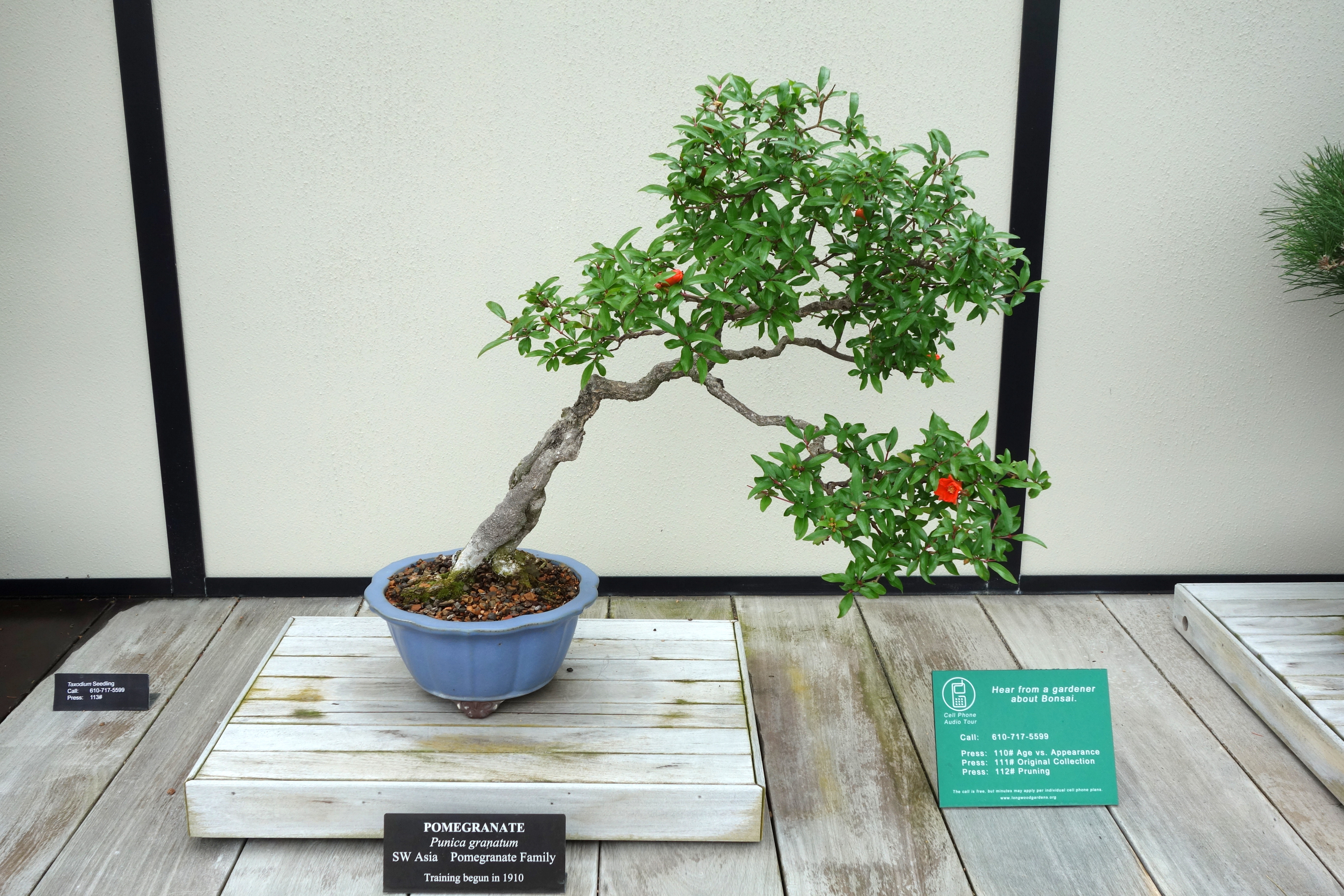
Гранат обыкновенный

#### Дикорастущие деревья

Галерея бонсай из деревьев и кустарников
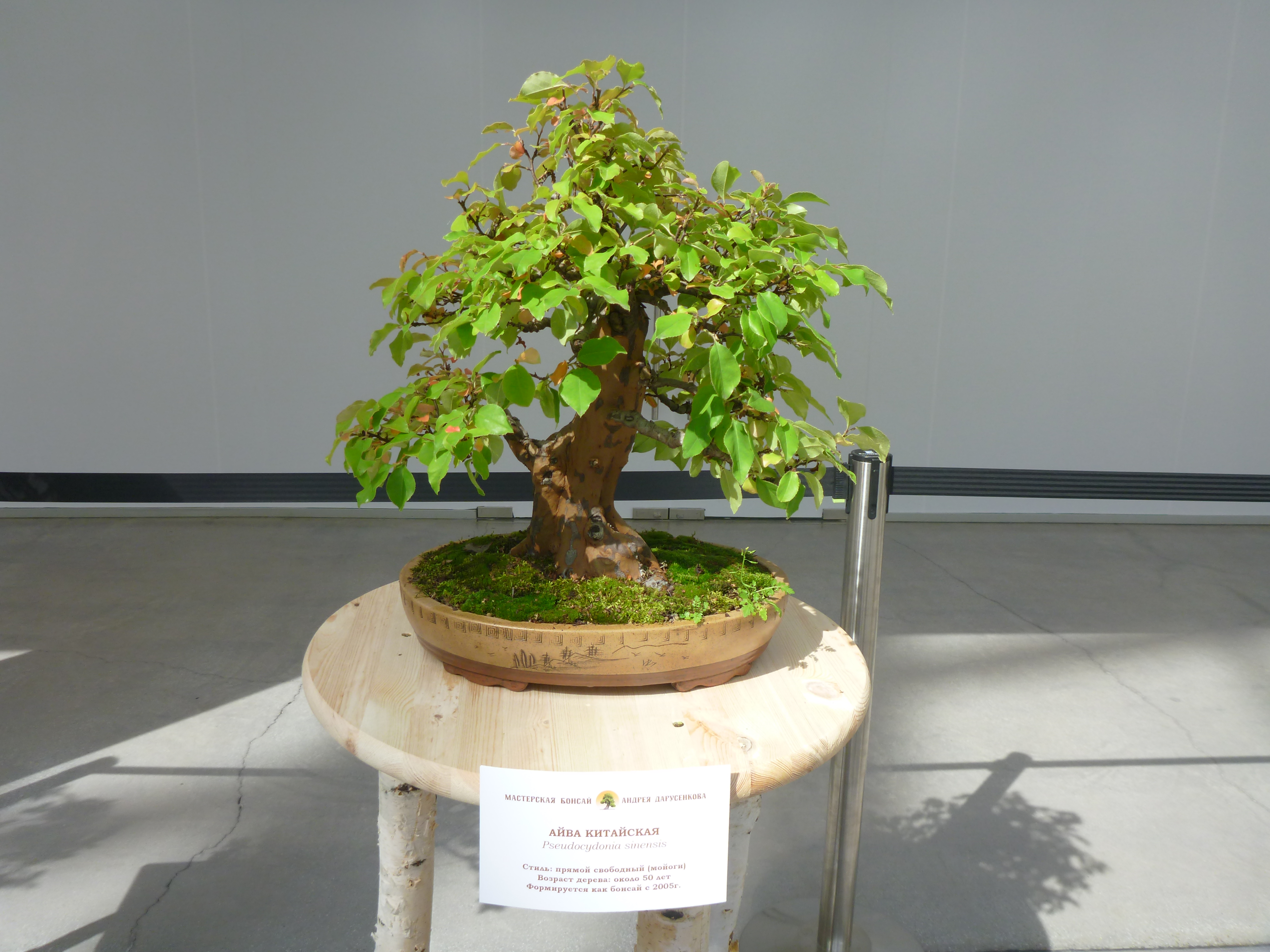
Айва китайская
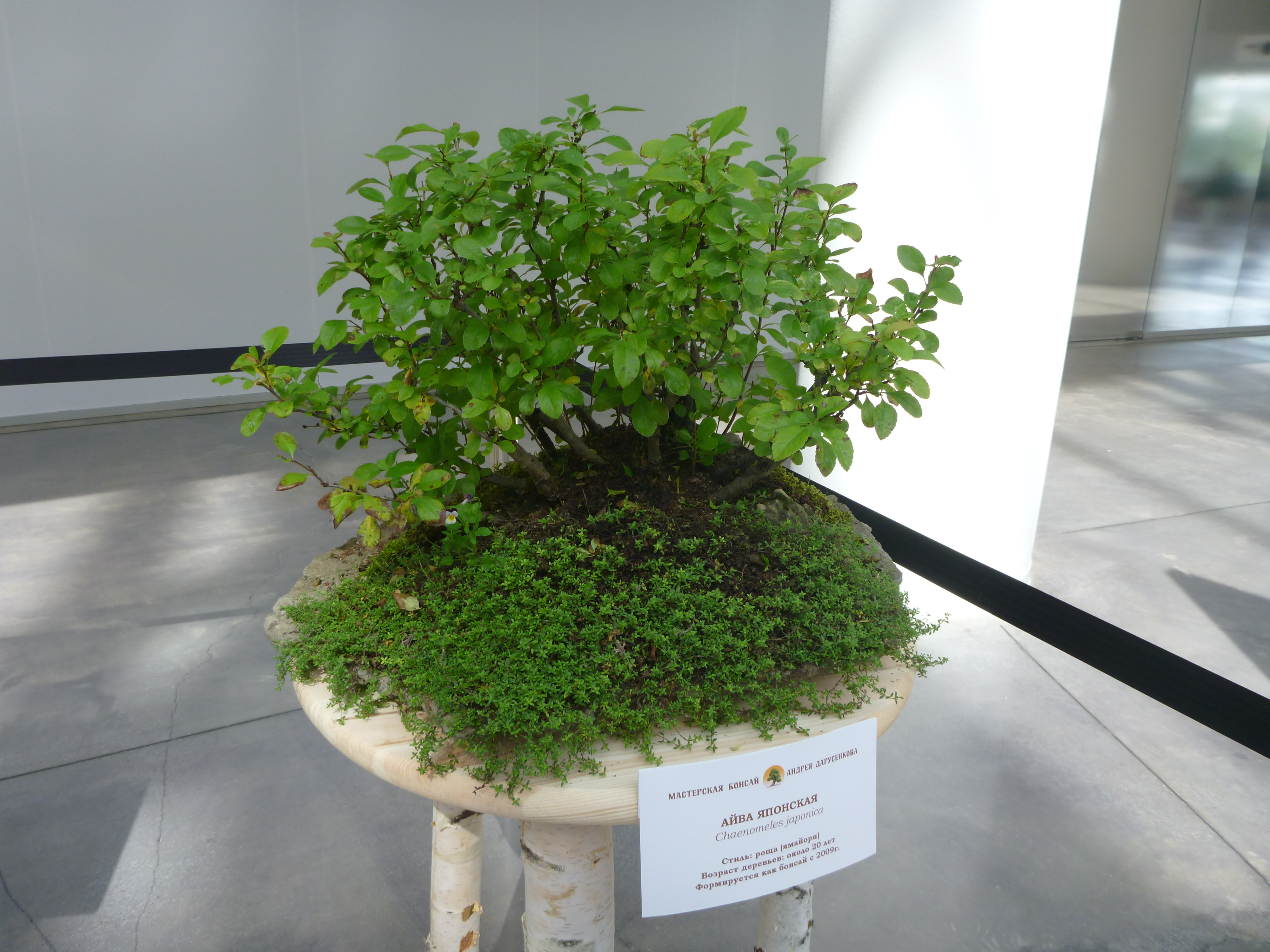
Айва японская
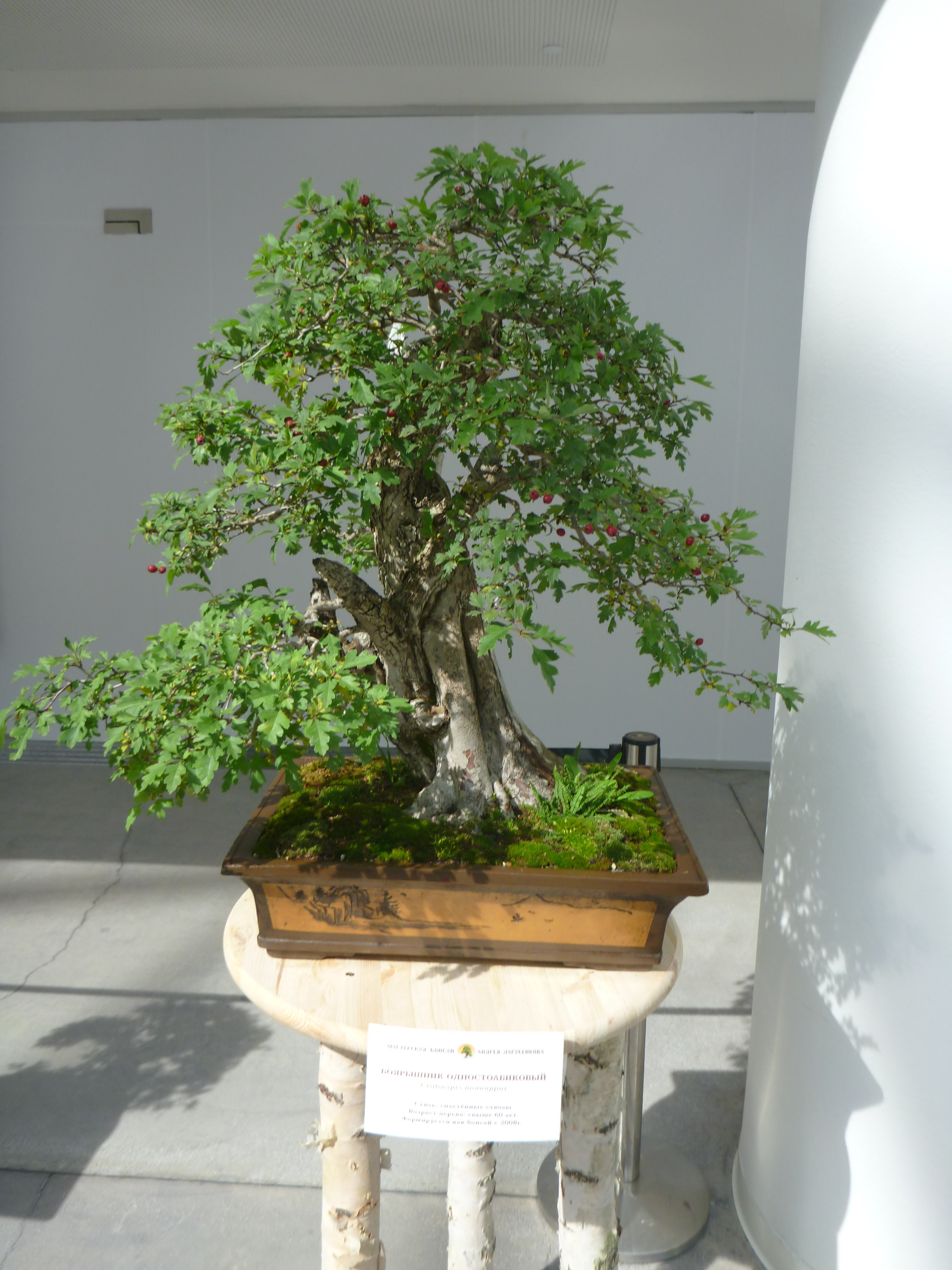
Боярышник одностолбиковый
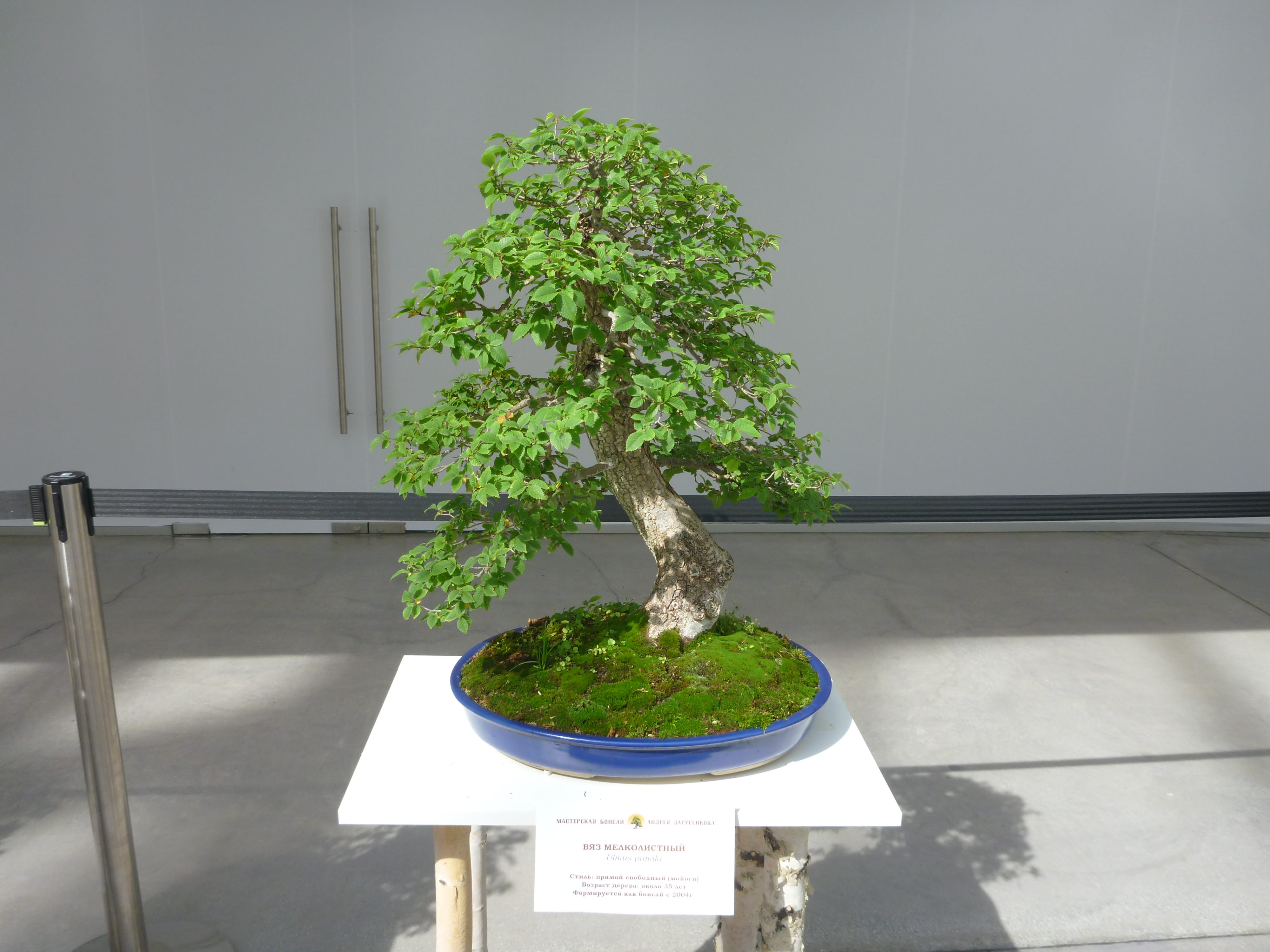
Вяз мелколистный
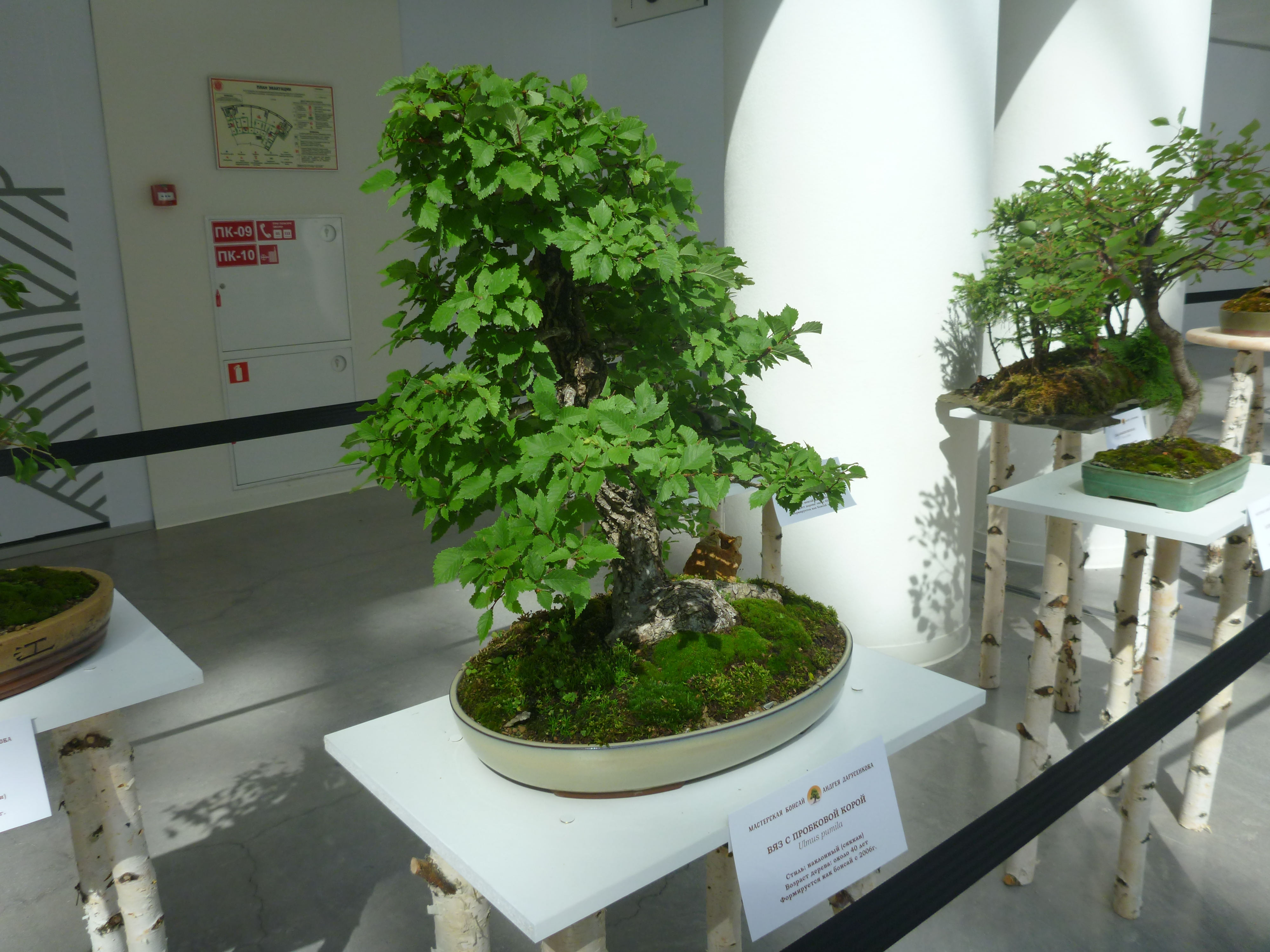
Вяз приземистый
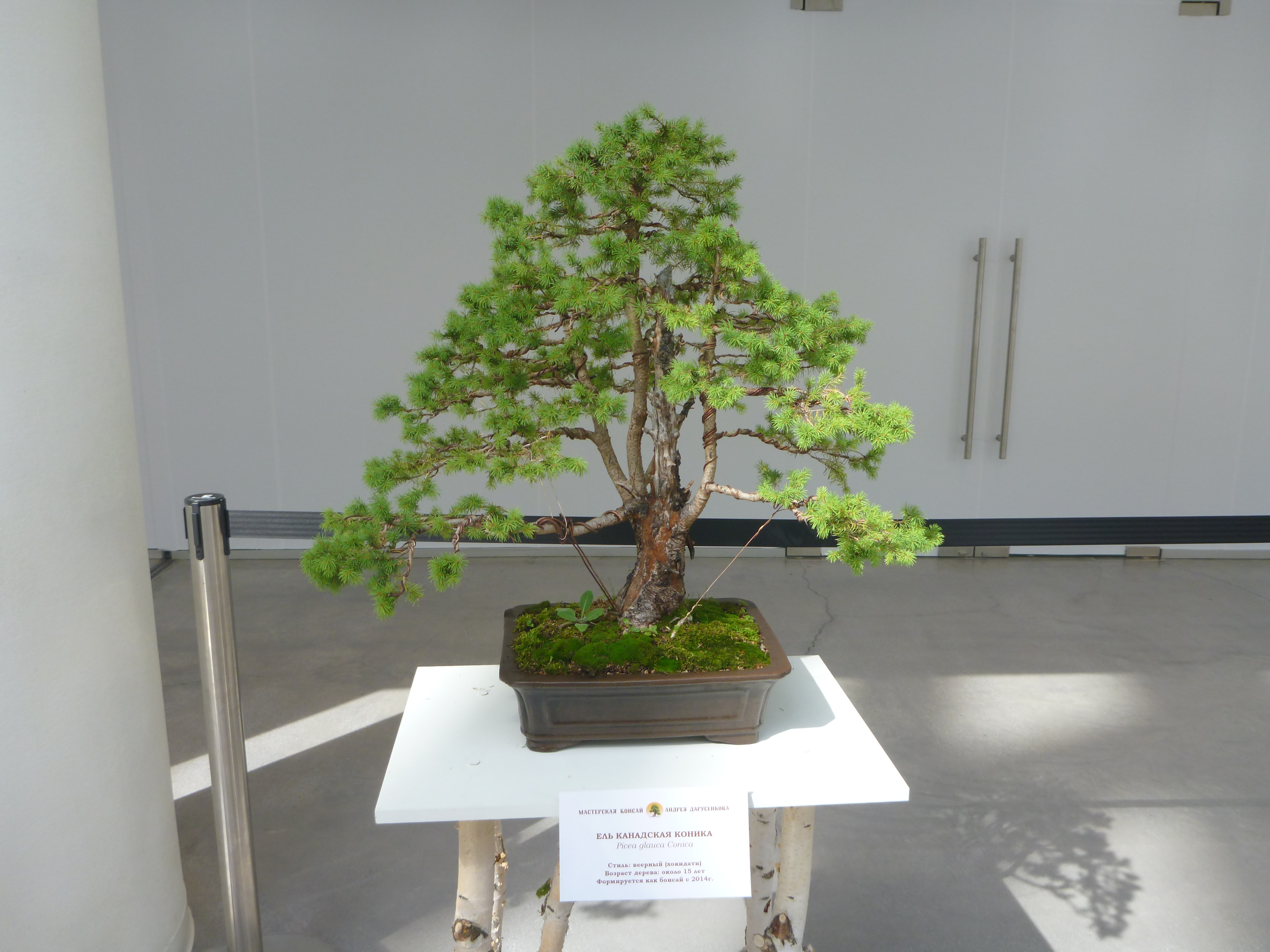
Ель канадская
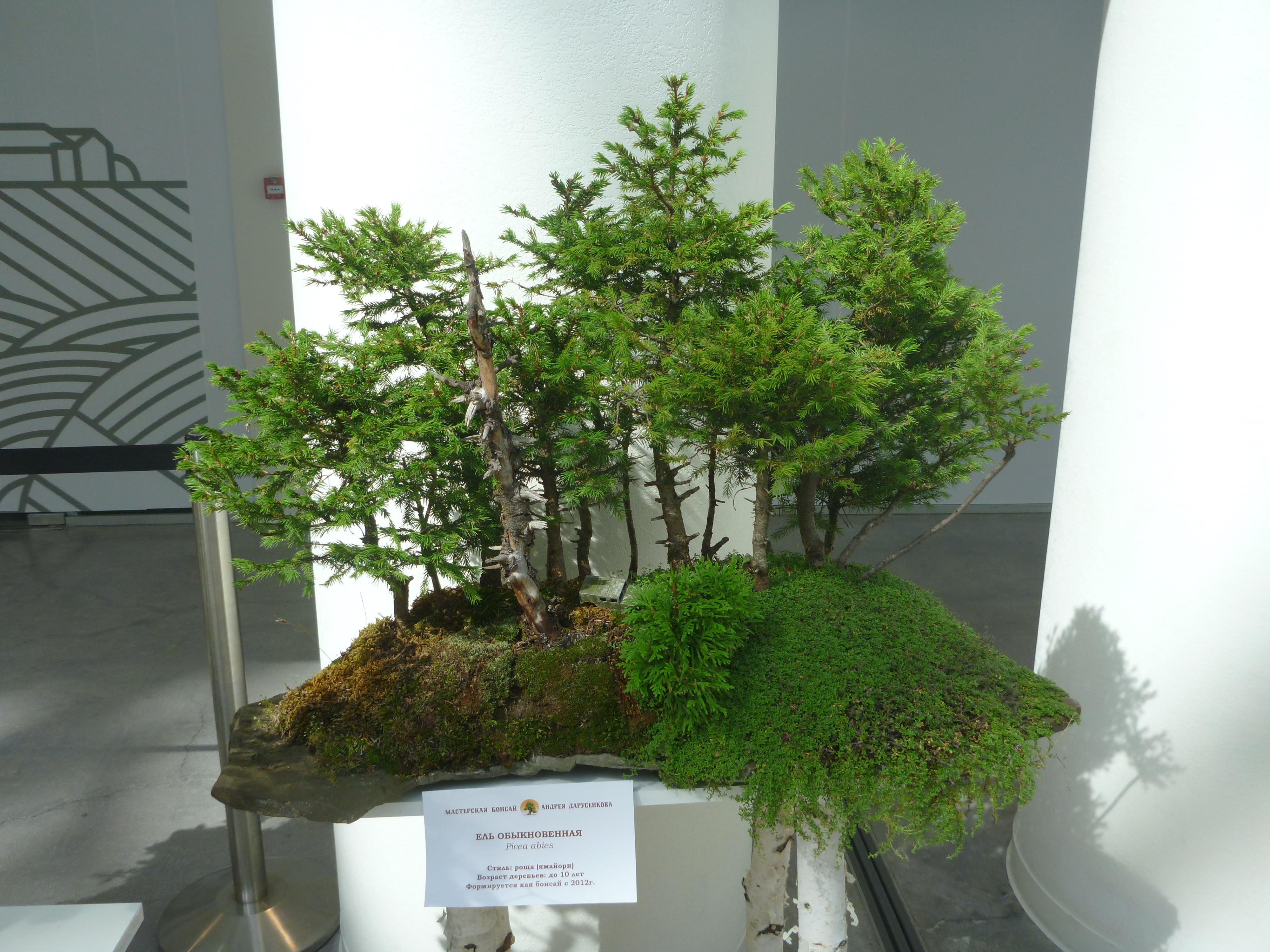
Ель обыкновенная
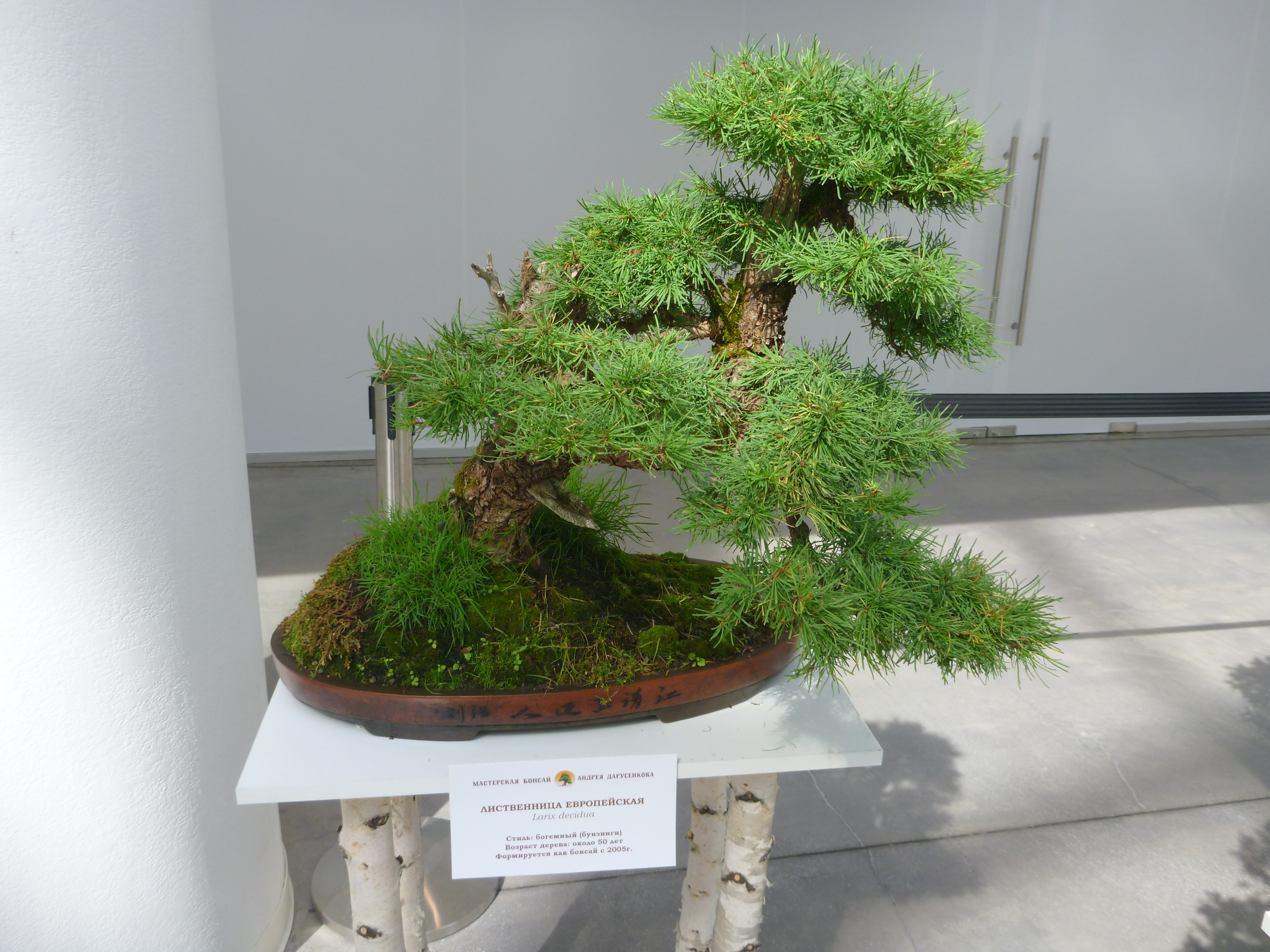
Лиственница европейская
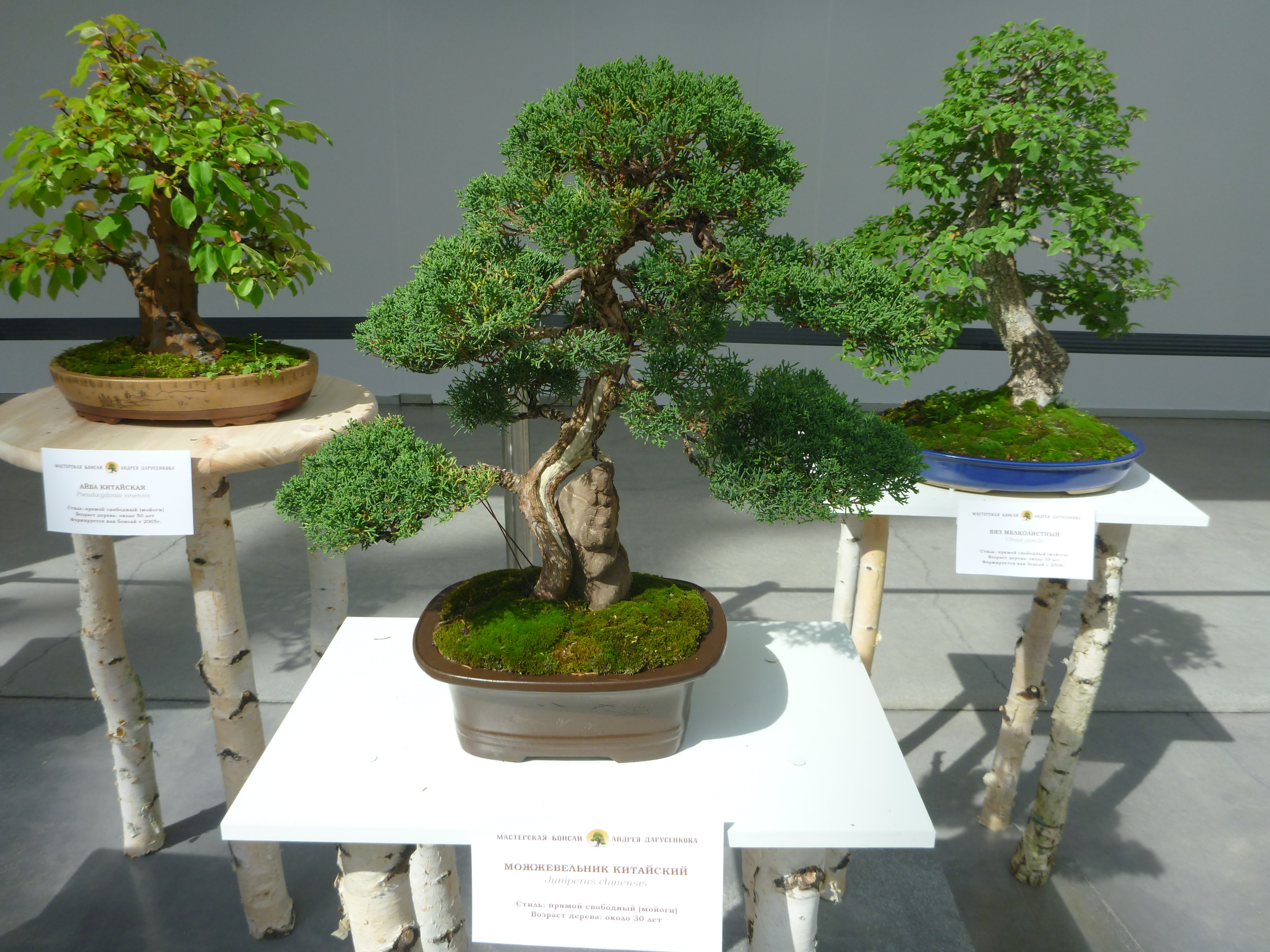
Можжевельник китайский
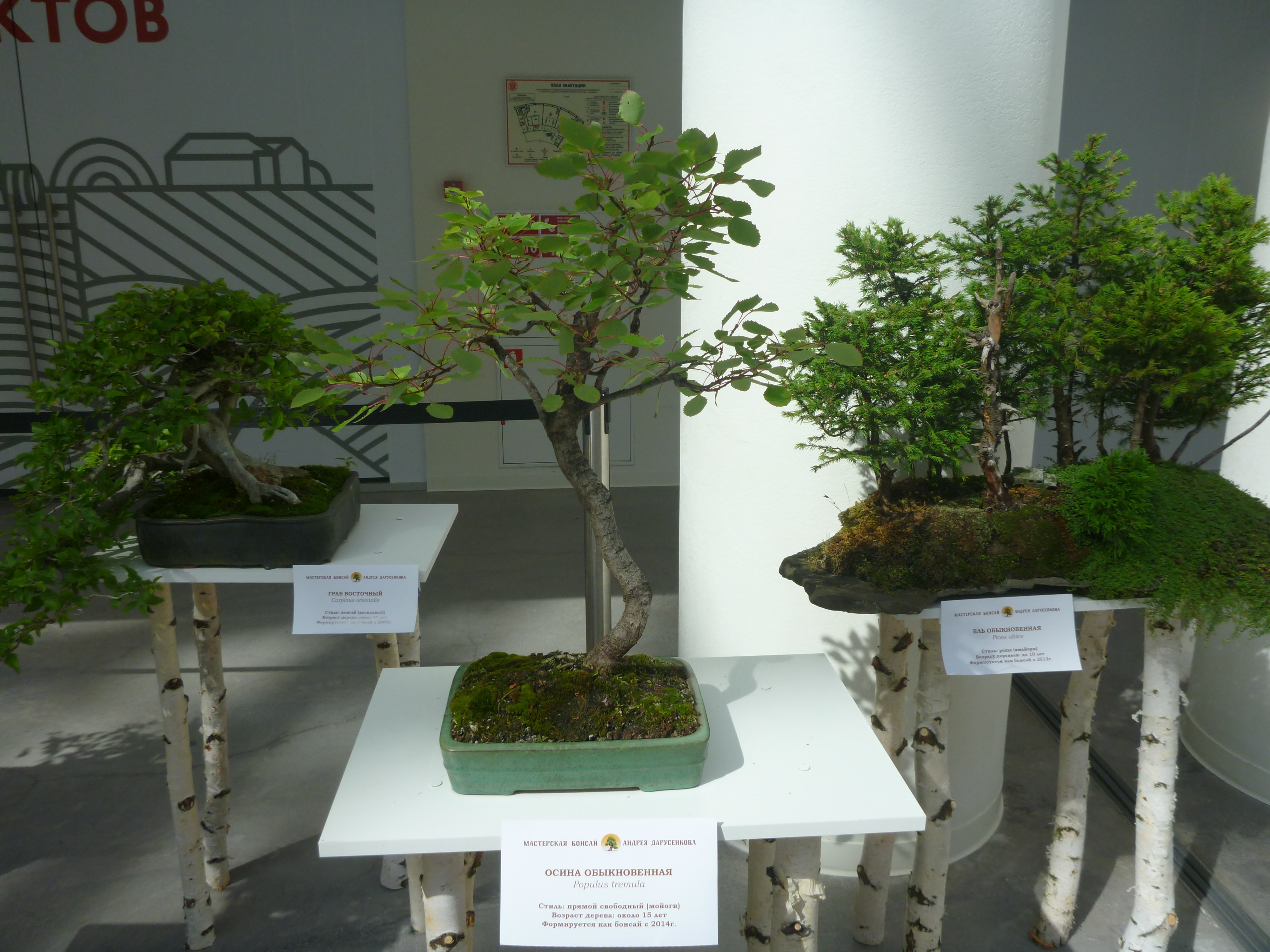
Осина обыкновенная
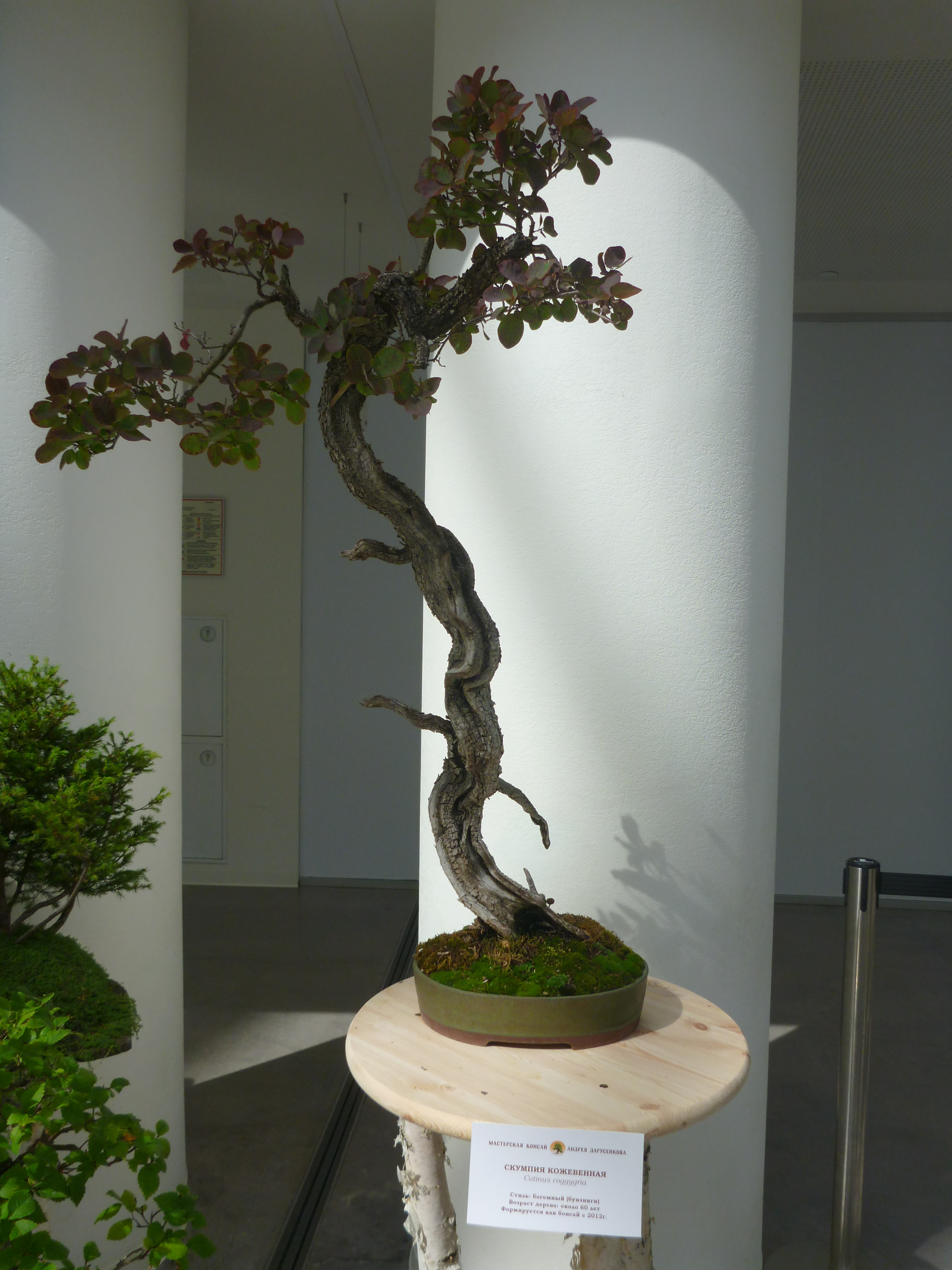
Скумпия кожевенная
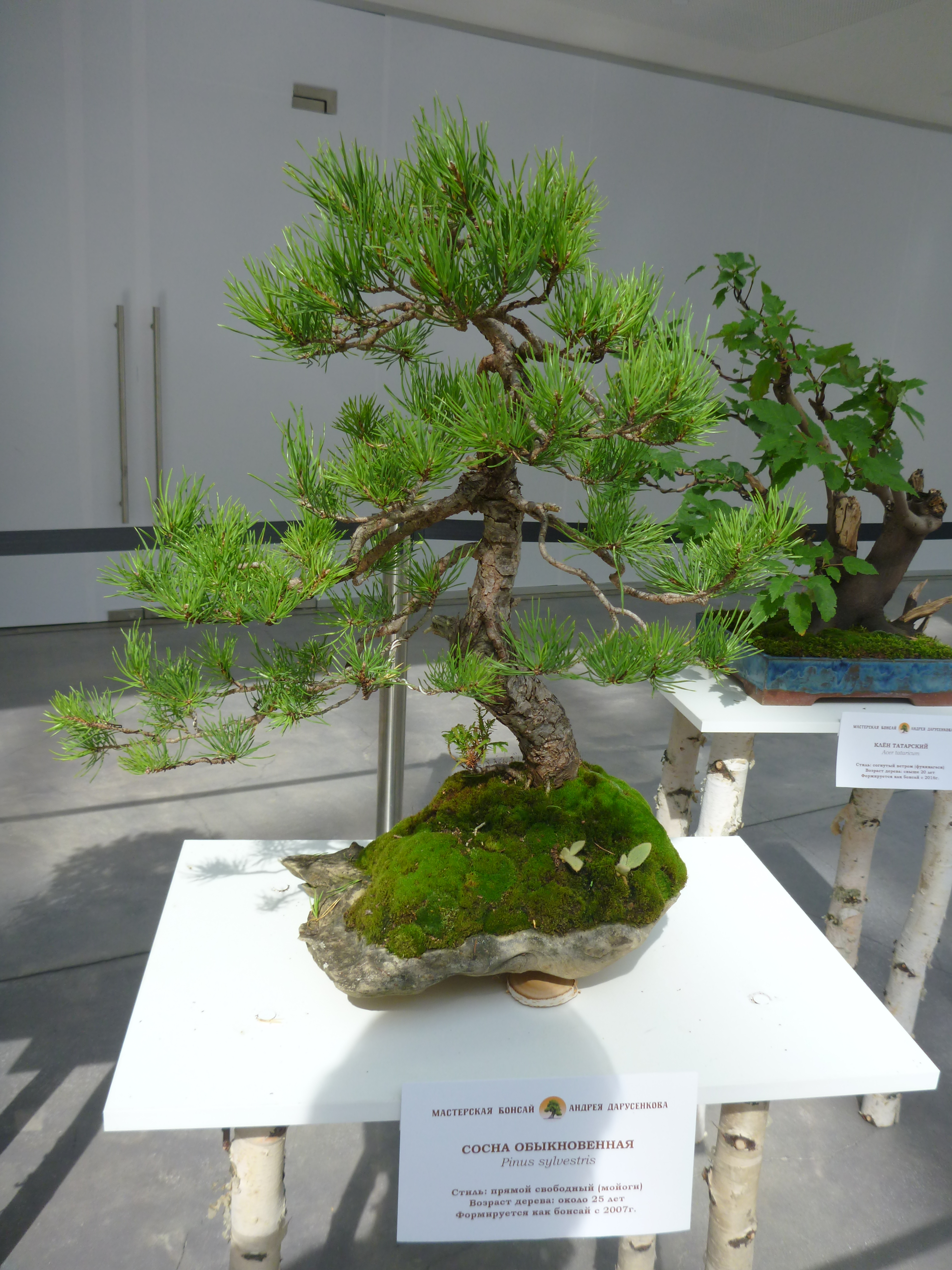
Сосна обыкновенная
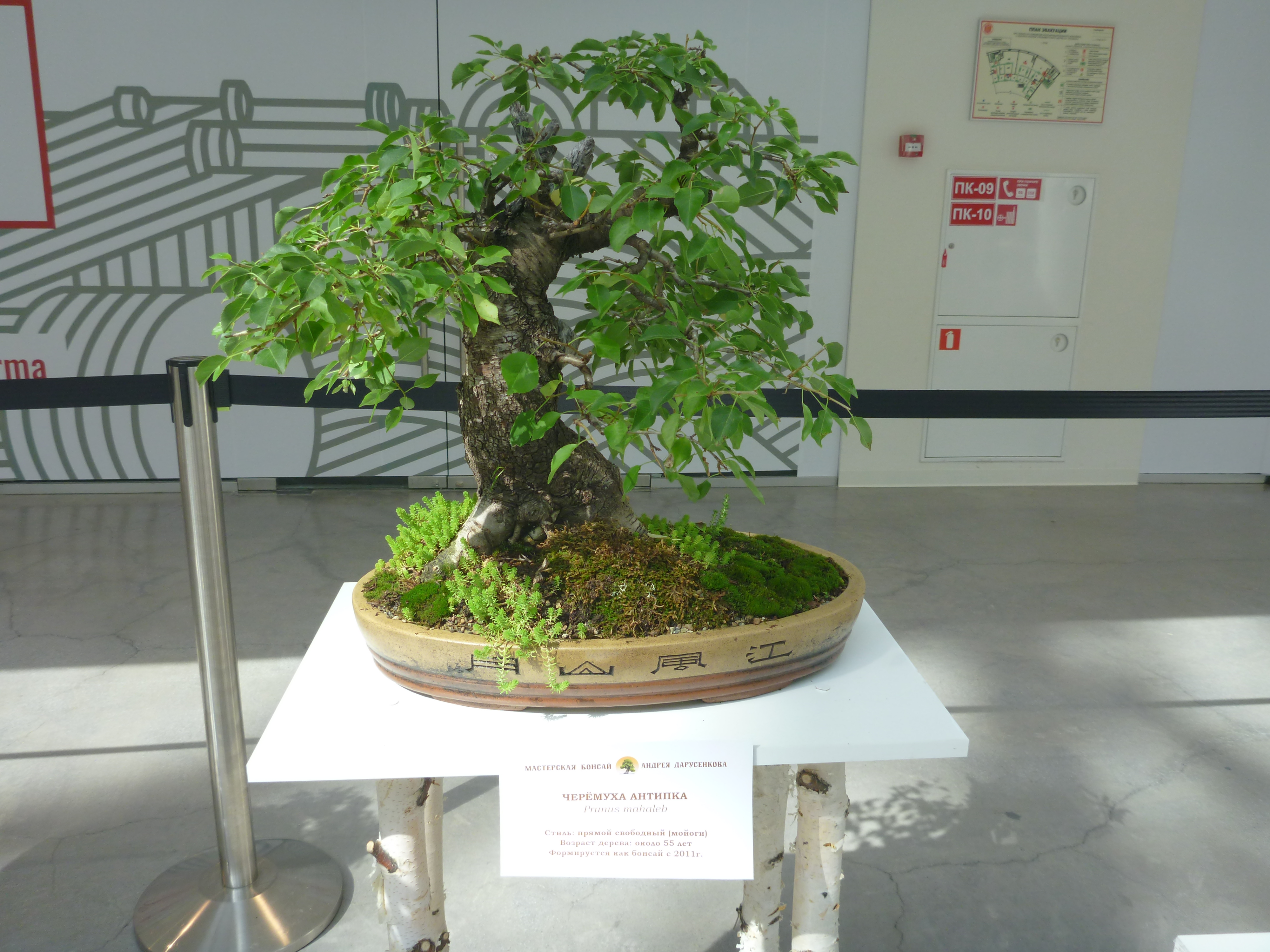
Антипка
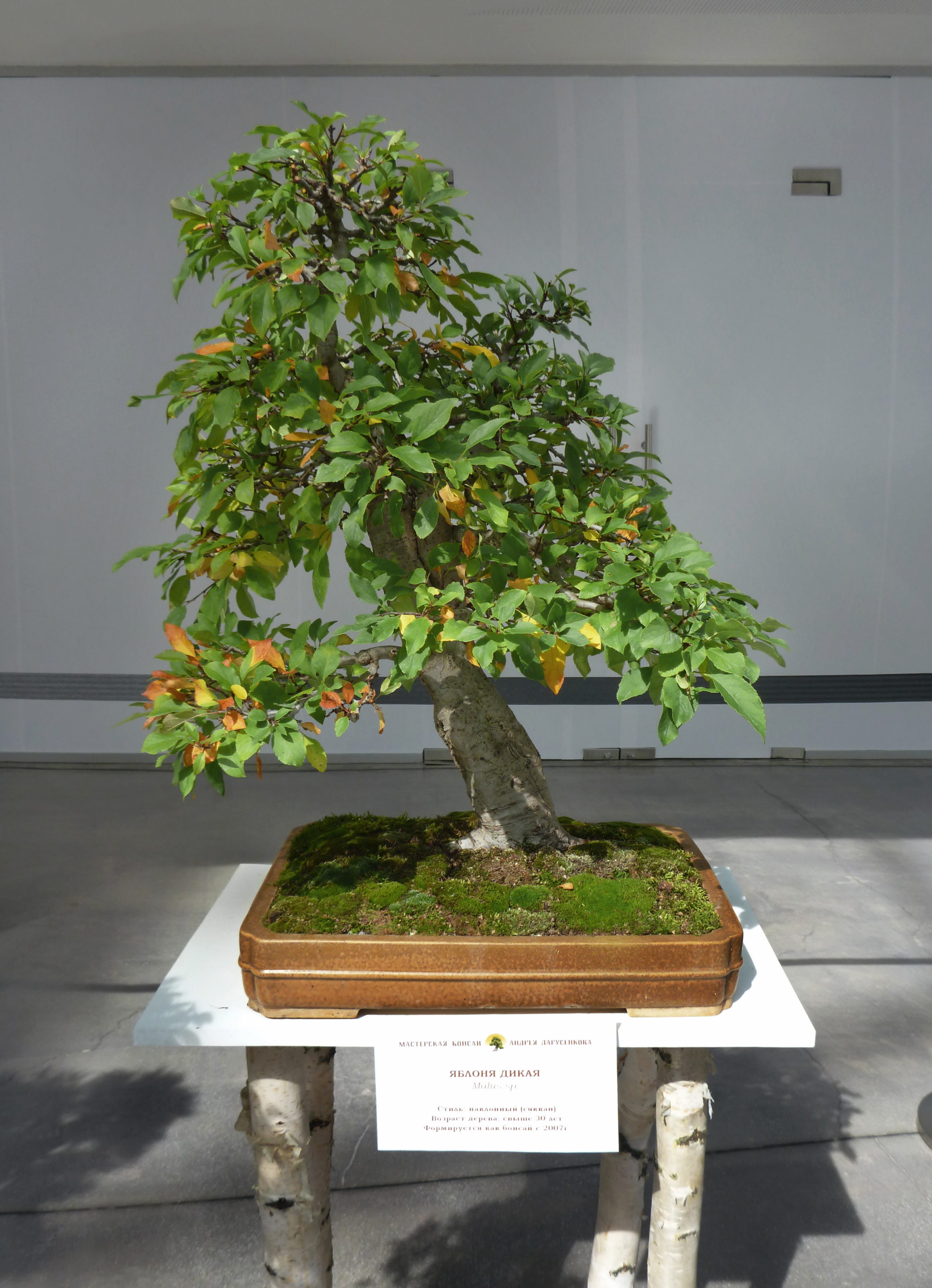
Яблоня дикая
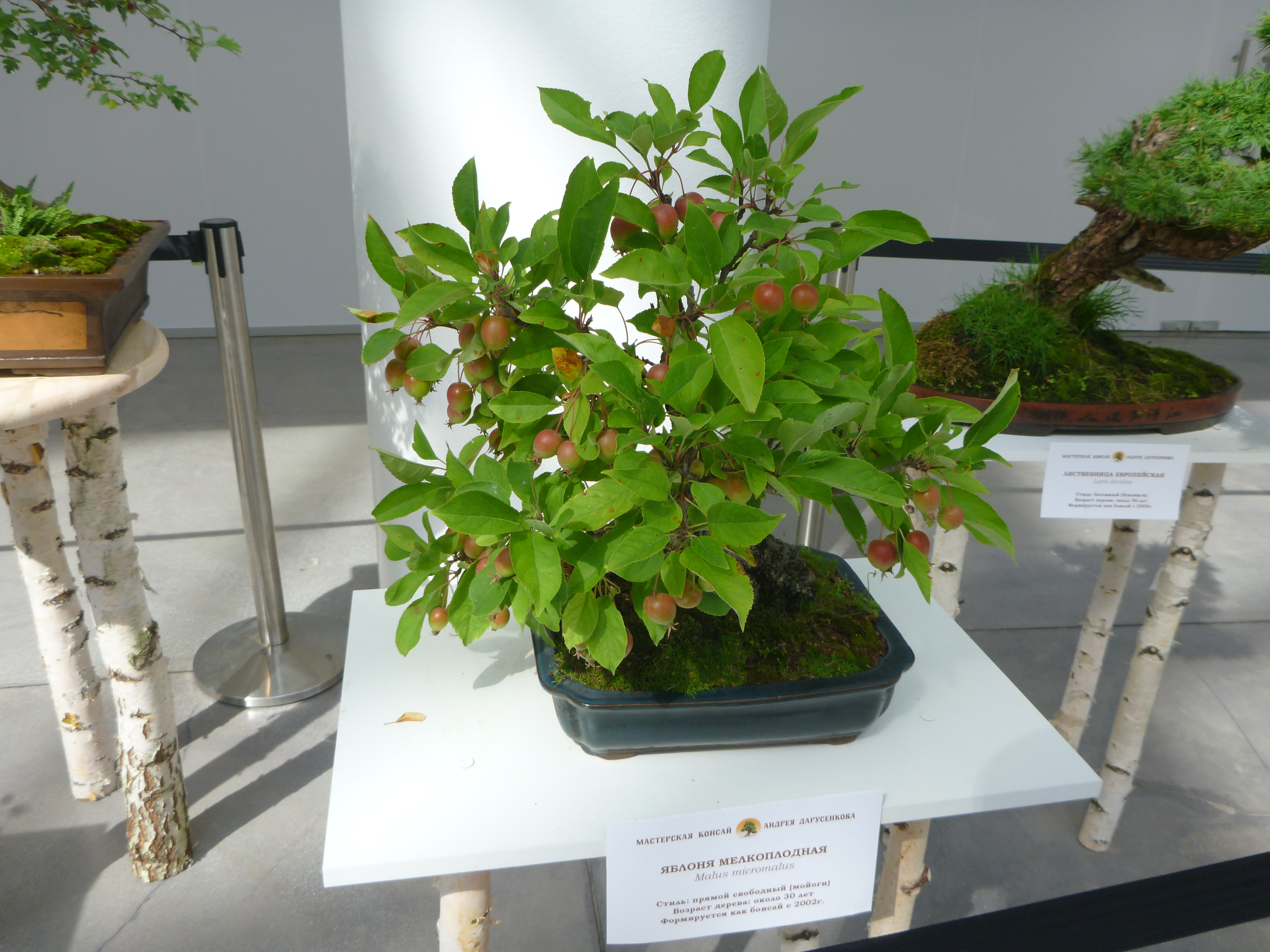
Яблоня мелкоплодная

### Почва, дренаж, горшок

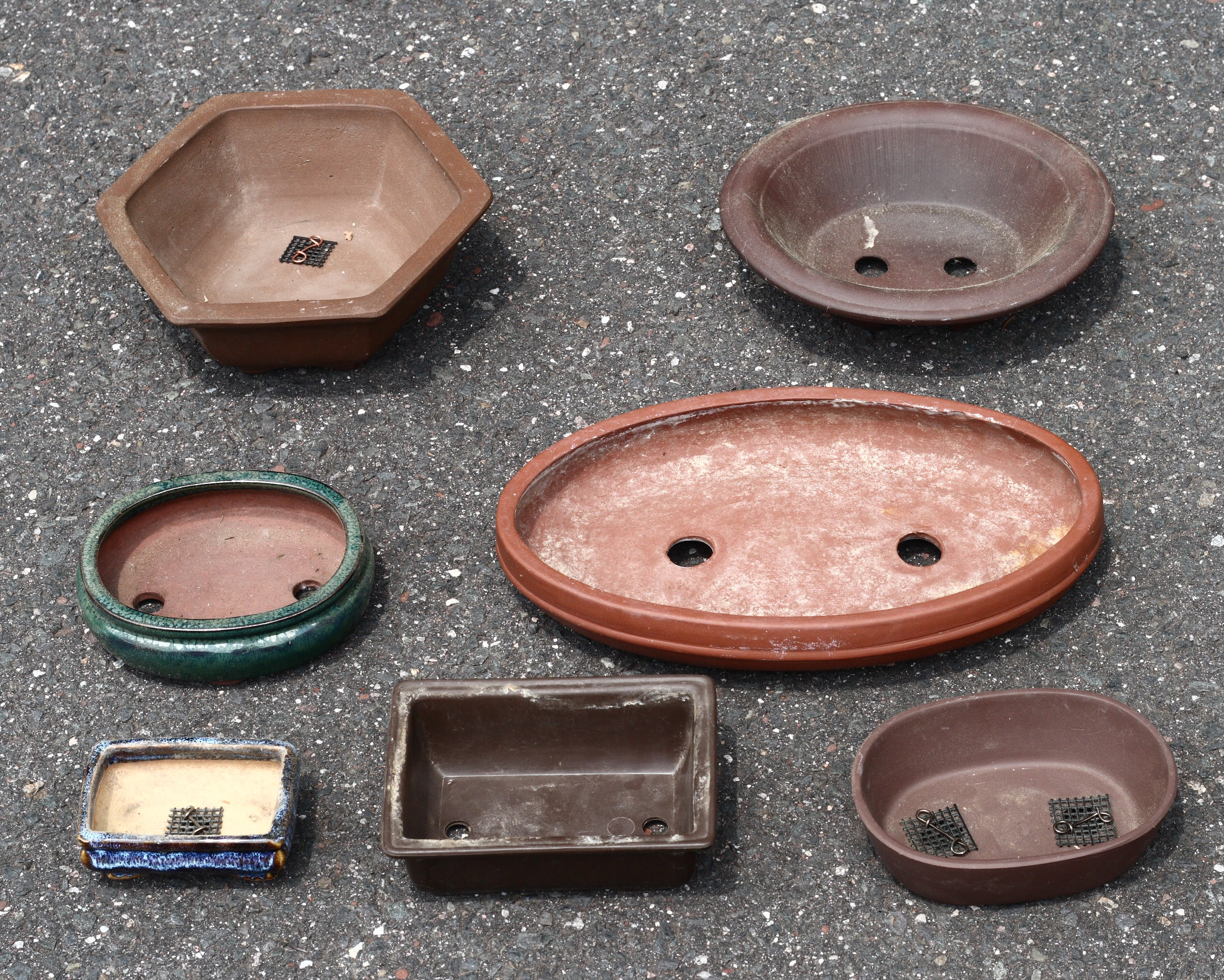
Горшки для бонсая

### Пересадка и формирование корневой системы

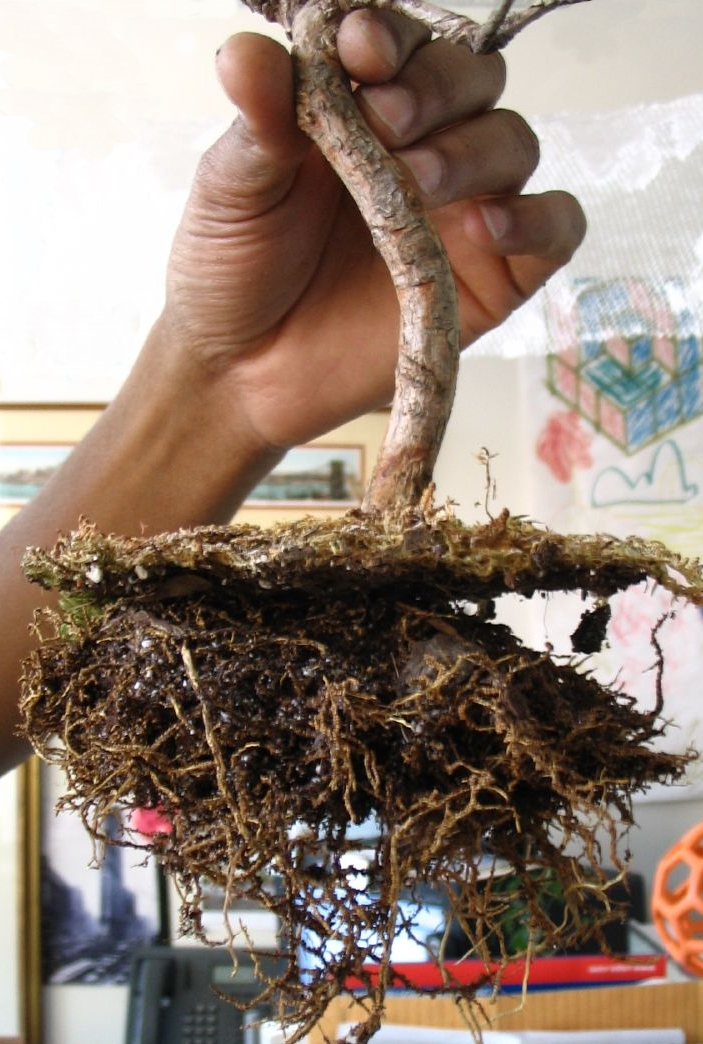
Пересадка растения